# イタリア共産党 (2016-)
イタリア共産党（イタリアきょうさんとう、イタリア語: Partito Comunista Italiano, "PCI"）は、イタリアの政党。

## 概要
1998年、第1次ロマーノ・プローディ内閣に対する支持を巡り、共産主義再建党（PRC）の方針に反発したアルマンド・コッスッタを中心としたユーロコミュニズムグループが離党してイタリア共産主義者党（イタリアきょうさんしゅぎしゃとう、イタリア語: Partito dei Comunisti Italiani PdCI)を結成。2016年に現在の名称に変更した。

## 歴史
欧州単一通貨・ユーロの導入を巡り、PRC執行部はプローディの政権運営を批判、下院での内閣不信任案に賛成し1票差で可決し閣外協力の解消を表明した。しかしPRC内のユーロ支持派は執行部の方針に反発して離党、PdCIを結成した。PdCIの与党入りにより「オリーブの木」は過半数の議席を維持したがプローディ内閣は総辞職、マッシモ・ダレマを首班とする内閣が発足した。
2014年に「イタリア共産主義党」への名称変更を経て、2016年イタリア共産党の名称を使用する事を発表した。